# Sea Life Londres
Sea Life Londres est un aquarium situé au centre de  Londres, ouvert en 1997 et propriété de Merlin Entertainments.

## Historique

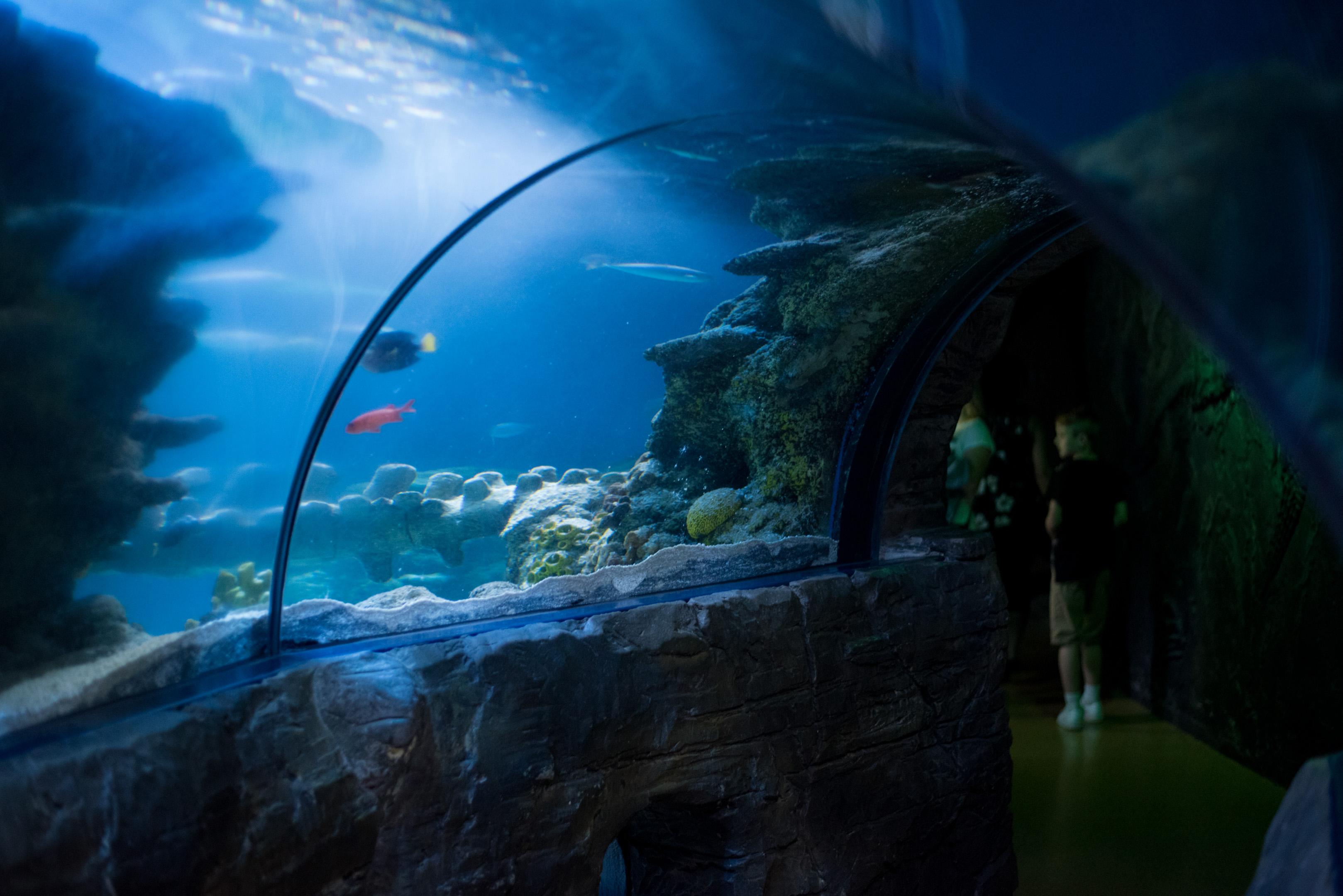
Promenade sous l'eau

Il a ouvert en mars 1997 dans le London County Hall, et est la propriété de Merlin Entertainments depuis 2008. Il a été entièrement rénové et a rouvert ses portes en 2009.

## Description
Le Sea Life London permet de découvrir 500 espèces sur 3 étages dans plus de 60 bacs, répartis en 14 sections thématiques. Le bassin le plus spectaculaire abrite plus de 40 requins de 12 espèces différentes, dont un requin tigre de 2,7 mètres.

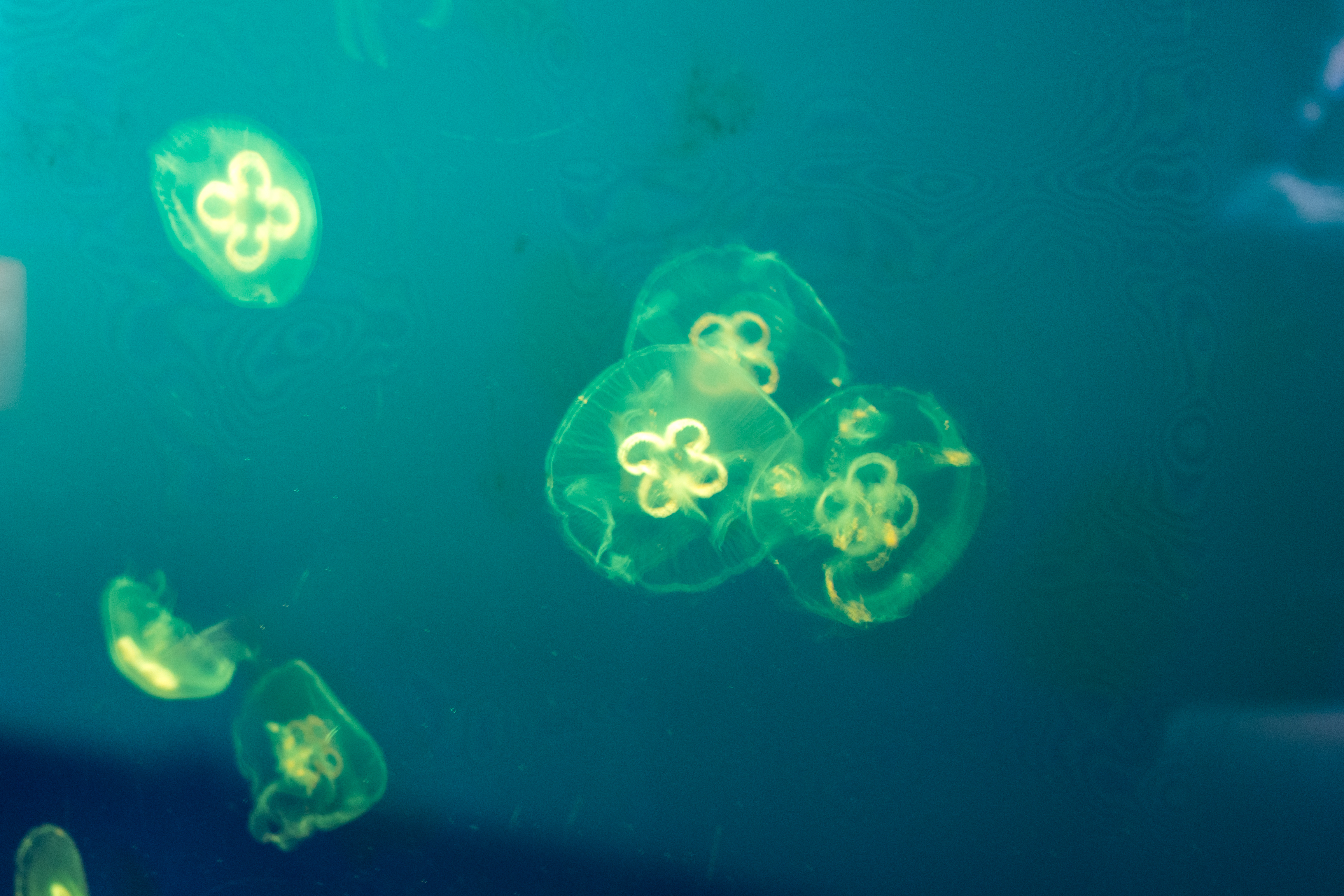